# WIBW-TV
WIBW-TV (canal 13) é uma estação de televisão em Topeka, Kansas, Estados Unidos, afiliada à CBS e de propriedade da Gray Television. Os estúdios da estação estão localizados em Commerce Place (próximo ao trevo da I-70, I-470, US 40, US 75 e K-4) no oeste-sudoeste de Topeka, e seu transmissor está localizado na Windy Hill Road em Maple Hill. Para atender parcelas do mercado que não conseguem receber adequadamente o sinal principal, a WIBW-TV opera um tradutor digital de preenchimento em Topeka, que transmite no canal 33.

## História

### Multi-afiliado
A estação foi ao ar pela primeira vez em 15 de novembro de 1953. WIBW-TV foi a primeira estação de televisão a assinar no mercado de Topeka e a terceira a assinar no estado de Kansas (depois de KCTY em Kansas City, que operava um transmissor em Overland Park, que assinou em junho de 1953. O Canal 13 assinou no mesmo dia que KTVH (agora estação irmã KWCH-DT) em Wichita; é a segunda estação de televisão sobrevivente mais antiga no Kansas (atrás de KWCH, quando KCTY cessou operações em fevereiro de 1954). A estação de televisão operava originalmente em estúdios localizados na 6th Street e Wanamaker Road no oeste de Topeka, perto da Clínica Menninger, onde compartilhava as instalações com co-propriedadeRádio WIBW (AM 580). A instalação, que mais tarde foi abandonada, foi severamente danificada por um incêndio em 5 de janeiro de 2012.